# Strumigenys feae
Strumigenys feae (лат.) — вид мелких муравьёв из трибы Attini (ранее в Dacetini, подсемейство Myrmicinae). Название дано в честь Leonardo Fea, собравшего типовую серию в Бирме в 1887 году.

## Распространение
Вьетнам, Камбоджа, Китай, Мьянма, Таиланд.

## Описание
Длина желтовато-коричневого тела около 3 мм. Усики 6-члениковые. Длина головы (HL) от 0,75 до 0,80 мм, ширина головы (HW) от 0,47 до 0,52 мм. Вершинная вилка узких и длинных жвал состоит из двух апикальных зубцов и одного преапикального. От близких видов отличается следующими признаками: преапикальный зубец очень маленький, его длина составляет четверть или меньше ширины жвал в том месте, где он находится; максимальный диаметр глаза лишь немного больше максимальной ширины скапуса; глаз содержит 4 омматидия в длиннейшем ряду.
Хищный вид, предположительно, как и другие представители рода, охотится на мелкие виды почвенных членистоногих.
Вид был впервые описан в 1895 году итальянским мирмекологом Карло Эмери по материалам из Бирмы (Мьянмы). Вид включён в комплекс видов Strumigenys feae-complex из видовой группы Strumigenys mayri-group.